# Gaétan Boucher
Gaétan Boucher (n. 10 mai 1958, Québec, provincia Québec, Canada) este un patinator de viteză ce a reprezentat Canada, medaliat olimpic. A participat la 4 ediții ale Jocurilor Olimpice (1976, 1980, 1984, 1988) în care a câștigat două medalii de aur, o medalie de argint și o medalie de bronz.